# Nytt på nytt
Nytt på nytt (deutsch Neues noch einmal) ist eine norwegische Comedyshow auf NRK1. Die Sendung wird seit 1999 ausgestrahlt und basiert auf dem britischen Programm Have I Got News For You.

## Konzept

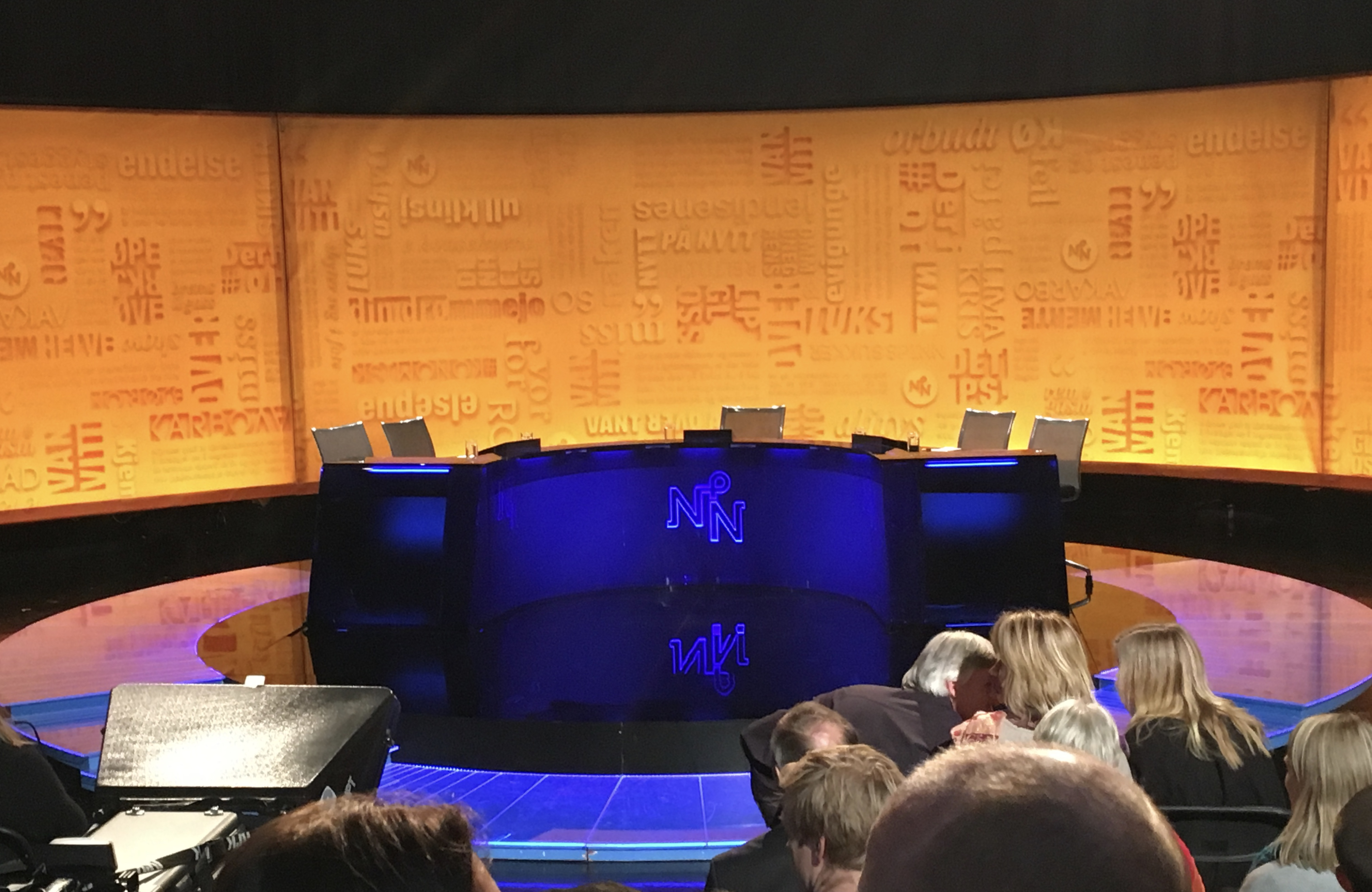
Aufnahmestudio, 2016

Die Sendung besteht aus einem Moderator und zwei ständigen Teammitgliedern. In jeder Folge werden die Teams mit jeweils einem prominenten Gast ergänzt. Häufig handelt es sich dabei um bekannte Politiker, Journalisten, Schauspieler oder Comedians. Der Moderator stellt beiden Teams abwechselnd Aufgaben, die mit Wissen aus dem Nachrichtengeschehen der letzten Woche gelöst werden sollen. Im Mittelpunkt steht dabei nicht das tatsächliche Lösen der Fragen, sondern die humoristische Kommentierung der Nachrichten. Am Ende des Programms wird das Siegerteam bekanntgegeben.
Die Sendung wird jeweils freitags ausgestrahlt und am Tag davor vor Publikum aufgezeichnet. Das gefilmte Material wird auf etwa ein Drittel der originalen Länge zusammengeschnitten.

## Besetzung

### Moderation

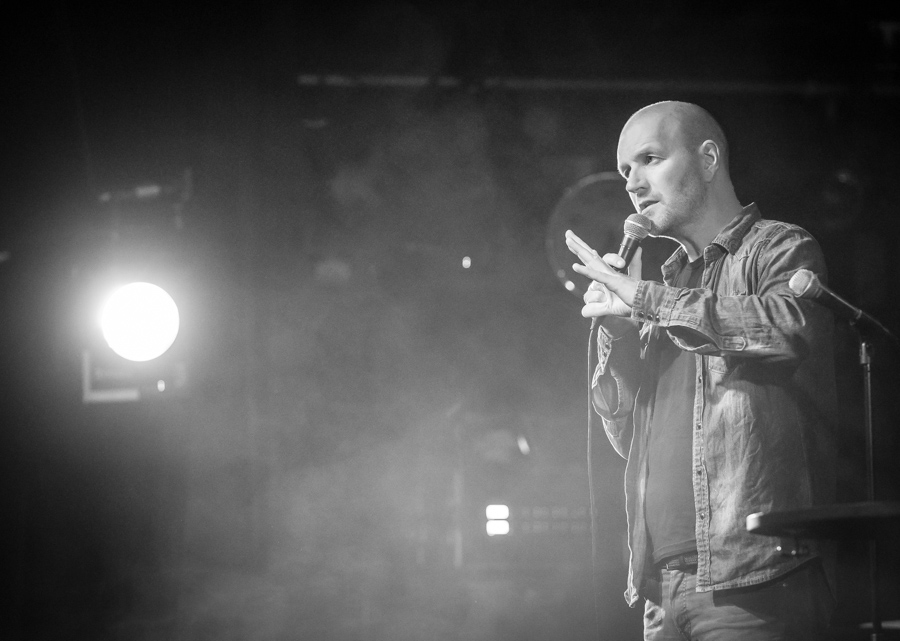
Moderator Bård Tufte Johansen

Von 1999 bis Dezember 2016 moderierte in 17 Staffeln Jon Almaas die Show. Er verließ die Sendung auf eigenen Wunsch, um bei TV Norge zu arbeiten. Sein Nachfolger wurde Bård Tufte Johansen.

### Feste Teammitglieder
Ständige Teammitglieder sind Johan Golden und Isalill Kolpus.
- Anne-Kat. Hærland (1999–2007)
- Knut Nærum (1999–2015)
- Linn Skåber (2007–2013)[5]
- Ingrid Gjessing Linhave (2013–2015)
- Pernille Sørensen (2015–2023)[6]
- Johan Golden (2015–)[7]
- Isalill Kolpus (2023–)[8]

## Rezeption

### Quoten
Die Sendung gehört zu den am meisten gesehenen im norwegischen Fernsehen. Die Folge mit den meisten Zuschauern wurde 2003 ausgestrahlt: Sie hatte 1,5 Millionen Zuschauer und einen Marktanteil von 79 %. Kurz davor war Anne-Kat. Hærland wegen einer Autofahrt im alkoholisierten Zustand verhaftet worden. Die letzte Ausstrahlung mit Jon Almaas als Moderator wurde im Dezember 2016 von 1,3 Millionen Menschen gesehen und war somit die zuschauerstärkste TV-Ausstrahlung in Norwegen 2016. Sie hatte einen Marktanteil von 72 %. Die erste Sendung mit Bård Tufte Johansen als neuen Moderator hatte im Januar 2017 etwa 1,2 Millionen Zuschauer.
Jon Almaas hatte im Durchschnitt etwa eine Million Zuschauer, jedoch im ersten Jahr meist unter 500.000 und in der Saison 2014/15 durchschnittlich 1,2 Millionen. Nach Johansens Übernahme schalteten im ersten Jahr jeweils etwa 990.000 Menschen ein.

### Auszeichnungen
Die Sendung gehört mit zehn Auszeichnungen zu den erfolgreichsten beim norwegischen Fernsehpreis Gullruten.
- Gullruten
  - 2002, 2003, 2011: Bester männlicher Moderator (Jon Almaas)
  - 2003, 2004: Bestes Unterhaltungsprogramm
  - 2005, 2006, 2009: Beste Comedysendung
  - 2007: Publikumspreis für Anne-Kat. Hærland
  - 2018: Bester männlicher Moderator
  - 2024: Bester Moderator – Unterhaltung[14]
- Komiprisen:
  - 2003, 2005, 2006, 2011: Beste Vorstellung – Film/TV
  - 2007: Publikumspreis
  - 2014: Fachpreis für die Autoren der Sendung